# The Night Manager
The Night Manager és una minisèrie de sis episodis produïda per la BBC, Ink Factory i Demarest Films basada en la novel·la homònima de John le Carré. Fou gravada a Mallorca el 2015.
Els actors Claire Foy, Tom Hiddleston, Olivia Colman i Hugh Laurie guanyaren un premi dels Golden Globes per la seua actuació en la sèrie. Així i tot Ben Lawrence, un crític de The Telegraph, no considera que sigui una sèrie de qualitat. Un crític de The New York Times tampoc la considerà una bona sèrie.